# Cajori (månekrater)
Cajori er et nedslagskrater på Månen. Det befinder sig på den sydlige halvkugle på Månens bagside og er opkaldt efter den amerikanske matematiker Florian Cajori (1859 – 1930).
Navnet blev officielt tildelt af den Internationale Astronomiske Union (IAU) i 1970. 

## Omgivelser
Cajorikrateret ligger sydvest for den bjergomgivne slette Von Kármán og øst-sydøst for Chrétienkrateret.

## Karakteristika
Kraterets ydre rand er meget beskadiget af senere nedslag, så det udviser en omkreds, som er ved at falde sammen, og som er irregulær og furet. Der ligger adskillige små kratere langs dets rand, hvoraf det mest bemærkelsesværdige er "Cajori K", som er forbundet med den sydøstlige del. Kraterbunden er mindre ramt af nedslag og er derfor kun mærket af nogle få småkratere.

## Satellitkratere
De kratere, som kaldes satellitter, er små kratere beliggende i eller nær hovedkrateret. Deres dannelse er sædvanligvis sket uafhængigt af dette, men de får samme navn som hovedkrateret med tilføjelse af et stort bogstav. På kort over Månen er det en konvention at identificere dem ved at placere dette bogstav på den side af satellitkraterets midte, som ligger nærmest hovedkrateret. Cajorikrateret har følgende satellitkratere:
| Cajori | Længde  | Bredde   | Diameter |
| ------ | ------- | -------- | -------- |
| K      | 49,1° S | 169,8° Ø | 32 km    |

## Måneatlas
- Billeder af Cajorikrateret i LPI-måneatlasset